# François Le Lay
Pour les articles homonymes, voir Le Lay.
François Le Lay, ou Fañch-Mari al Lae, né le 24 août 1859 à Locquirec et mort le 24 mai 1937 à Brest, est un historien et écrivain français.
Il est notamment l'auteur du roman rédigé en langue bretonne Bilzig. L'action se déroule au XVIIIe siècle dans le village trégorrois de Locquirec (aujourd'hui en Finistère), dont il fut maire de 1928 à 1935.

## Publications

### En français
- La Fête de La Trinité-Porhoët vers la fin du XVIIe siècle, 1903
- Histoire de la ville et communauté de Pontivy au XVIIe siècle, essai sur l'organisation municipale en Bretagne, thèse, 1911
- Le Paysan et sa terre sous la seigneurie de Coetanfao, paroisse de Séglien, au XVIIIe siècle, thèse complémentaire, 1911 Texte en ligne

#### Éditions modernes
- Attendez la fin du cours, roman, 1999
- Histoire de la ville et communauté de Pontivy au XVIIe siècle, essai sur l'organisation municipale en Bretagne, Paris : Le Livre d'histoire, 2006

### En breton
- Bilzig, roman en langue bretonne paru dans la revue Buhez Breiz, 1925
  - Bilzig, traduction de Bernard Cabon, avant-propos de Jean-Christophe Cassard, préface de Francis Favereau, illustrations de Noëlle Le Guillouzic, Morlaix : Éditions Skol Vreizh, 2003
- Poêmes dans diverses revues, dont Du eo an deiz ha du an noz.